# Kazka
Kazka（烏克蘭語：Казка) ，创立于2017年，是一支乌克兰乐队，演奏流行民谣的同时融入电音元素。该组合中的三位成员都已成为“年度突破（Breakthrough of the Year）”。

## 历史
Kazka于2017年3月1日发布处女作《Sviata》，并宣布出道。

### 参与 X-Factor
2017 年，Kazka以作品《Sviata》参加了乌克兰节目X-Factor 8的选角。根据观众投票的结果，乐队在节目第五集时落败。 
随后，Kazka 发布第二支单曲《Dyva》（ Дива） ，该曲在发布当天登上iTunes排行榜榜首。
2017年年底，Kazka被线上杂志 Karabas Live 评为“年度最佳首演”。 
2018 年初，能够演奏30余种管乐器的德米特罗·马祖亚克（Дмитро Мазуряк）加入了乐队。 
1月6日，Kazka宣布将参加欧洲歌唱大赛全国选拔赛。 
2月10日，Kazka凭借歌曲《Dyva》参加了选拔赛的第一场半决赛。根据观众投票和评审团的结果，Kazka排名第六，未能进入决赛。

### 《Karma》
2018年4月27日，乐队首张专辑《Karma 》（ Карма ）在线上发布。该专辑含10首曲目。
2018年6月1日，Kazka在基辅的首场演出中演唱了《Karma》。
单曲《Sviata》被评为“最佳流行乐队歌曲”。
Kazka成功登上Shazam软件全球榜前 10 名，成为首支获此殊荣的乌克兰乐队。  Kazka在YouTube上发布的视频登上Youtube视频榜单。 
Kazka的作品《哭泣》（Плакала）获得“年度热门歌曲”奖，并登上Apple Music乌克兰最受欢迎曲目榜。

### 《哭泣》
Kazka乐队发布的歌曲《哭泣》取得巨大成功，成为Shazam全球流行乐队第三名。
歌曲《哭泣》的MV已成为第一个在 YouTube 上获得超过 2 亿次观看的乌克兰语视频。 截至2020年4月，该曲MV在Youtube上的播放量已突破2.04亿次  Kazka 获得了 M1 音乐奖的“年度热门歌曲”奖，并在乌克兰最受欢迎曲目的 Apple 音乐评级中被提及。

### 涅槃
2019 年 4 月，Kazka在Facebook上宣布其正在制作第二张专辑。专辑名为《涅槃》。专辑于2019年12月发行。

### Vidbir比赛
2019 年，乐队参加了乌克兰音乐节目Vidbir比赛，意在代表乌克兰参加 2019年欧洲歌唱大赛。
在2019年2月16日举行的第二场半决赛中，Kazka以第二名的成绩晋级决赛。
决赛于 2019 年 2 月 23 日举行。Kazka获得第三名。 

### 《Svit》
2021年11月5日，Kazka发行第三张专辑《Svit》。

### 《I AM NOT OK》
2022年3月25日，Kazka乐队发布反战歌曲《I AM NOT OK》。截至2022年7月20日，该曲MV在Youtube上的播放量已逾274万次。

## 乐队成员
- 主唱：亚历山大·扎利斯卡（Олександра Заріцька）
- 吉他：尼基塔·布达什（Микита Будаш）
- 管乐器：德米特罗·马祖亚克（Дмитро Мазуряк）

## 作品

### 专辑
| 标题                | 发布时间              |
| ------------------- | --------------------- |
| 《Karma》           | - 2018 年 4 月 27 日  |
| 《涅槃》（Nirvana） | - 2019 年 12 月 27 日 |
| 《Svit》            | - 2021 年 11 月 5 日  |

### 单曲
| 《Saint》                                      | 2017 | — | —  | —  | — | 183 | 《Karma》 |
| 《奇迹》（“Дива”）                             | 2017 | — | —  | —  | — | 197 | 《Karma》 |
| 《By Myself》 （“Сама”）                       | 2018 | — | —  | —  | — | —   | 《Karma》 |
| 《哭泣》                                       | 2018 | 1 | 52 | 13 | 4 | 1   | 《Karma》 |
| 《Aprat》                                      | 2019 | — | —  | —  | — | 228 |           |
| 《勇敢的女孩之歌》 （“Пісня Сміливих Дівчат”） | 2019 | — | —  | —  | — | 152 | 《涅槃》  |
| 《Close》 （“Поруч”）                          | 2020 | — | —  | —  | — | 69  | 《Світ》  |
| 《薄荷》 （“М'ята”）                           | 2021 | — | —  | —  | — | 84  | 《Світ》  |
| “—”表示未在该地区上榜或未发行的单曲。          |      |   |    |    |   |     |           |

## 合作
- 2019 — KAZKA — 《哭泣》 （R3HAB混音）

## 也可以看看
- 乌克兰流行音乐